# シェリー・フェブレー
シェリー・フェブレー（Shelley Fabares、1944年1月19日 - ）は、アメリカ合衆国の女優、歌手である。1962年に全米1位を記録したシングル「ジョニー・エンジェル」で知られる。女優ナネット・フェブレーの姪。

## 略歴
3歳で舞台デビューをし、1953年『The Loretta Young Show』でテレビ・デビューをする。
1956年、ロック・ハドソン主演のテレビ映画『Never Say Goodbye』に出演する。
1958年、テレビドラマ・シリーズ『ドナ・リード・ショー（邦題:うちのママは世界一）』に長女役で出演する。
1962年2月、『ドナ・リード・ショー』第4シーズン第20話で挿入歌として「ジョニー・エンジェル」を披露する。同曲がシングル発売され、4月に全米1位を記録する。5月発売のバリー・マン/シンシア・ワイル作「Johnny Loves Me」が全米21位を記録する。
1964年6月、プロデューサーのルー・アドラーと結婚する。（1966年に事実上離婚。1980年に正式に離婚）
エルヴィス・プレスリー主演映画に多く出演するなど女優として活動を続ける。
1984年、俳優のマイク・ファレルと再婚する。

## ディスコグラフィ

### スタジオ・アルバム
- 『ジョニー・エンジェル』 - Shelley! (1962年、Colpix)
- 『夏の思い出』 - The Things We Did Last Summer (1962年、Colpix)
- 『ティーンエイジ・トライアングル』 - Teenage Triangle (1963年、Colpix) ※ジェイムズ・ダレン、ポール・ピーターセンとのオムニバス
- Bye Bye Birdie (1963年、Colpix) ※ザ・マーセル、ジェイムズ・ダレン、ポール・ピーターセンとのオムニバス
- 『モア・ティーンエイジ・トライアングル』 - More Teenage Triangle (1964年、Colpix) ※ジェイムズ・ダレン、ポール・ピーターセンとのオムニバス